# 刑事ヴァランダー
『刑事ヴァランダー』（けいじヴァランダー、原題：Wallander）は、スウェーデンの推理作家ヘニング・マンケルの警察小説「クルト・ヴァランダー」シリーズを原作とする、イギリスのBBCで放送されるケネス・ブラナー主演・製作総指揮の刑事ドラマのシリーズ。
第1シーズンはスウェーデンの制作会社イエローバード社と、イギリスの制作会社レフト・バンク・ピクチャーズ、BBCスコットランドにより製作され、2008年11月から12月にかけてBBC Oneで放映された。「クルト・ヴァランダー」シリーズの英語での製作は本作が初である。イエローバード社は2006年にイギリスの会社と映像化に関する交渉を開始し、2007年に主演のケネス・ブラナーは原作者のマンケルと個人的に面会し、役作りに関して対談した。契約が結ばれ、2008年1月より『Sidetracked』（邦題：目くらましの道）、『Firewall』、『One Step Behind』（邦題：友の足跡）の撮影が開始された。チーフディレクターにはエミー賞受賞者のフィリップ・マーティンを、撮影監督にはアンソニー・ドッド・マントルを迎えた。撮影には映画撮影用高解像度デジタルカメラ「レッド・ワン」が使用された。
撮影は2008年4月から7月まで、主人公ヴァランダー刑事の故郷でもあるスウェーデンのイースタで行われた。シリーズの予算は750万ポンドで、BBCのほか、放映権を獲得したドイツのARDとアメリカ合衆国のWGBHも一部を負担し、共同制作としてクレジットに追記された。批評家はおおむね好意的な評価を下した。第1シーズンの全3話は2008年11月30日・12月7日・12月14日にそれぞれ放送された。第2シリーズは2009年7月から10月に撮影され、2010年1月3日から放送された。BBCは本シリーズが『主任警部モース』（原題：Inspector Morse ）のような形で続編が製作されることを望んでいる。このシリーズで、主演のブラナーはブロードキャスティング・プレス・ギルドの主演男優賞を、英国アカデミー賞のテレビ部門で最優秀ドラマシリーズ賞を含む6部門を受賞した。

## 放映リスト

### 第1シーズン
| # | タイトル       | 原題            | 放映日         |
| - | -------------- | --------------- | -------------- |
| 1 | 目くらましの道 | Sidetracked     | 2008年11月30日 |
| 2 | 混沌の引き金   | Firewall        | 2008年12月07日 |
| 3 | 友の足跡       | One Step Behind | 2008年12月14日 |

### 第2シーズン
| # | タイトル   | 原題               | 放映日        |
| - | ---------- | ------------------ | ------------- |
| 1 | 殺人者の顔 | Faceless Killers   | 2010年1月03日 |
| 2 | 笑う男     | The Man Who Smiled | 2010年1月10日 |
| 3 | 五番目の女 | The Fifth Woman    | 2010年1月17日 |

### 第3シーズン
| # | タイトル     | 原題               | 放映日        |
| - | ------------ | ------------------ | ------------- |
| 1 | 弔いの庭     | An Event in Autumn | 2012年7月08日 |
| 2 | リガの犬たち | The Dogs of Riga   | 2012年7月15日 |
| 3 | 罪の贖い     | Before the Frost   | 2012年7月22日 |

### 第4シーズン
| # | タイトル       | 原題              | 放映日        |
| - | -------------- | ----------------- | ------------- |
| 1 | 白い雌ライオン | The White Lioness | 2016年5月22日 |
| 2 | 愛の形         | A Lesson in Love  | 2016年5月29日 |
| 3 | 失われゆくもの | The Troubled Man  | 2016年6月5日  |

## キャスト
| 役名                        | 役柄                                           | 出演                   | 日本語版吹き替え |
| --------------------------- | ---------------------------------------------- | ---------------------- | ---------------- |
| クルト・ヴァランダー        | イースタ署の警部                               | ケネス・ブラナー       | 辻親八           |
| アン=ブリット・フーグルンド | ヴァランダーの同僚刑事（シーズン1〜3）         | サラ・スマート         | 佐古真弓         |
| リーサ・ホルゲソン          | イースタ署の署長（シーズン1〜2）               | サディー・シミン       | 早野ゆかり       |
| スヴェン・ニーベリ          | 鑑識課刑事                                     | リチャード・マッケイブ | 遠藤純一         |
| スヴェードベリ              | ヴァランダーの同僚刑事（シーズン1第3話で死亡） | トム・ベアード         | 星野充昭         |
| マグナス・マーティンソン    | ヴァランダーの同僚刑事（シーズン1〜2）         | トム・ヒドルストン     | 井上悟           |
| リンダ・ヴァランダー        | ヴァランダーの娘                               | ジーニー・スパーク     | 竹田まどか       |